# اسپرانتو (گروه موسیقی)
اسپرانتو گروهی موسیقی در سبک پروگرسیو راک است که در ابتدای دهه هفتاد میلادی مدتی فعال بود. معنای تحت‌الفظی اسپرانتو به رویکرد گروه به معنای دقیق جهان‌شمولی زبان اسپرانتو و بلژیکی-انگلیسی بودن گروه برمی‌گردد.

## آلبوم‌ها
Esperanto - اسپرانتو - ۱۹۷۳
Danse Macabre - رقص مرگ - ۱۹۷۴
Last Tango - آخرین تانگو - ۱۹۷۵